# Abbosbek Fayzullaev
Abbosbek Fayzullaev (Sirdaryo, 3 oktober 2003) is een Oezbeeks voetballer. Hij speelt sinds augustus 2023 bij CSKA Moskou dat hem overnam van Pachtakor Tasjkent voor een bedrag van 500.000 €.

## Clubstatistieken
| Seizoen     | Club        | Competitie   | Competitie | Competitie | Competitie | Beker | Beker | Beker | Internationaal | Internationaal | Internationaal | Totaal | Totaal | Totaal |
| Seizoen     | Club        | Competitie   | Wed.       | Dlp.       | Ass.       | Wed.  | Dlp.  | Ass.  | Wed.           | Dlp.           | Ass.           | Wed.   | Dlp.   | Ass.   |
| ----------- | ----------- | ------------ | ---------- | ---------- | ---------- | ----- | ----- | ----- | -------------- | -------------- | -------------- | ------ | ------ | ------ |
| 2021        | Pachtakor   | Superliga    | 6          | 0          | 0          | 1     | 0     | 0     | —              | —              | —              | 7      | 0      | 0      |
| 2022        | Pachtakor   | Superliga    | 21         | 5          | 2          | 2     | 0     | 0     | 2              | 0              | 0              | 25     | 5      | 2      |
| 2023        | Pachtakor   | Superliga    | 6          | 2          | 1          | 0     | 0     | 0     | 3              | 1              | 0              | 9      | 3      | 1      |
| Club Totaal | Club Totaal | Club Totaal  | 33         | 7          | 3          | 3     | 0     | 0     | 5              | 1              | 0              | 41     | 8      | 3      |
| 2023/24     | CSKA Moskou | Premier Liga | 22         | 4          | 11         | 10    | 1     | 3     | —              | —              | —              | 32     | 5      | 14     |
| 2024/25     | CSKA Moskou | Premier Liga | 22         | 2          | 3          | 9     | 1     | 4     | —              | —              | —              | 31     | 3      | 7      |
| Club Totaal | Club Totaal | Club Totaal  | 44         | 6          | 14         | 19    | 2     | 7     | 0              | 0              | 0              | 63     | 8      | 21     |
| Totaal      | Totaal      | Totaal       | 77         | 13         | 17         | 22    | 2     | 7     | 5              | 1              | 0              | 104    | 16     | 24     |

Bijgewerkt tot en met 28 februari 2025

## Interlandcarrière

### Jeugd
Fayzullaev speelde voor verschillende nationale jeugdelftallen. In 2022 pakte hij met Oezbekistan onder 23 zilver op het Aziatisch kampioenschap in eigen land. Hij scoorde op dit toernooi in de kwartfinale tegen Irak een penalty tijdens de strafschoppenreeks, mede waardoor ze deze reeks met 3-2 wonnen.
In maart 2023 won hij het Aziatisch kampioenschap onder 20, hij won bij dit toernooi ook de prijs voor beste speler van het toernooi. Hierdoor kwalificeerde Oezbekistan zich ook voor het WK onder 20 dat jaar, waarop Fayzullaev aanvoerder van de ploeg was en het land de achtste finale bereikte.

### Senioren
Op 6 juni 2023 maakte Fayzullaev zijn debuut voor de eerste ploeg van Oezbekistan, door in te vallen in minuut 73 tegen Oman op het Centraal-Aziatisch kampioenschap voetbal. Drie dagen later scoorde hij zijn eerste interlanddoelpunt als invaller in de groepswedstrijd tegen Tadzjikistan, deze wedstrijd werd met 5-1 gewonnen. De finale van het toernooi werd verloren tegen Iran, ook in deze wedstrijd speelde Fayzullaev als invaller.
| Interlands van Abbosbek Fayzullaev voor Oezbekistan | Interlands van Abbosbek Fayzullaev voor Oezbekistan | Interlands van Abbosbek Fayzullaev voor Oezbekistan | Interlands van Abbosbek Fayzullaev voor Oezbekistan | Interlands van Abbosbek Fayzullaev voor Oezbekistan | Interlands van Abbosbek Fayzullaev voor Oezbekistan |
| Nr.                                                 | Datum                                               | Wedstrijd                                           | Uitslag                                             | Competitie                                          | Doelpunten                                          |
| Als speler bij Pachtakor Tasjkent                   | Als speler bij Pachtakor Tasjkent                   | Als speler bij Pachtakor Tasjkent                   | Als speler bij Pachtakor Tasjkent                   | Als speler bij Pachtakor Tasjkent                   | Als speler bij Pachtakor Tasjkent                   |
| --------------------------------------------------- | --------------------------------------------------- | --------------------------------------------------- | --------------------------------------------------- | --------------------------------------------------- | --------------------------------------------------- |
| 1.                                                  | 11 juni 2023                                        | Oezbekistan – Oman                                  | 3 - 0                                               | CAK 2023                                            | -                                                   |
| 2.                                                  | 17 juni 2023                                        | Oezbekistan – Tadzjikistan                          | 5 – 1                                               | CAK 2023                                            | 72'                                                 |
| 3.                                                  | 20 juni 2023                                        | Oezbekistan – Iran                                  | 0 – 1                                               | CAK 2023                                            | -                                                   |
| Als speler bij CSKA Moskou                          |                                                     |                                                     |                                                     |                                                     |                                                     |
| 4.                                                  | 13 oktober 2023                                     | Oezbekistan - Vietnam                               | 2 – 0                                               | Vriendschappelijk                                   | -                                                   |
| 5.                                                  | 16 oktober 2023                                     | China - Oezbekistan                                 | 1 - 2                                               | Vriendschappelijk                                   | -                                                   |
| 6.                                                  | 16 november 2023                                    | Turkmenistan - Oezbekistan                          | 1 - 3                                               | Kwalificatie WK 2026                                | -                                                   |
| 7.                                                  | 21 november 2023                                    | Oezbekistan - Iran                                  | 2 - 2                                               | Kwalificatie WK 2026                                | -                                                   |
| 8.                                                  | 25 december 2023                                    | Oezbekistan - Kirgizië                              | 4 - 1                                               | Vriendschappelijk                                   | 23'                                                 |
| 9.                                                  | 7 januari 2024                                      | Oezbekistan - Palestina                             | 1 - 0                                               | Vriendschappelijk                                   | -                                                   |
| 10.                                                 | 13 januari 2024                                     | Oezbekistan - Syrië                                 | 0 - 0                                               | Aziatisch Kampioenschap 2023                        | -                                                   |
| 11.                                                 | 18 januari 2024                                     | India - Oezbekistan                                 | 0 - 3                                               | Aziatisch Kampioenschap 2023                        | 4'                                                  |
| 12.                                                 | 23 januari 2024                                     | Australië - Oezbekistan                             | 1 - 1                                               | Aziatisch Kampioenschap 2023                        | -                                                   |
| 13.                                                 | 30 januari 2024                                     | Oezbekistan - Thailand                              | 2 - 1                                               | Aziatisch Kampioenschap 2023                        | 65'                                                 |

*Bijgewerkt op 30 januari 2024

## Erelijst

### Club
| Competitie         |           |            |           |
| Competitie         | Aantal    | Jaren      |           |
| Pachtakor          | Pachtakor | Pachtakor  | Pachtakor |
| ------------------ | --------- | ---------- | --------- |
| Superligasi        | 2x        | 2021, 2022 |           |
| Oezbeekse Supercup | 1x        | 2022       |           |

### Land
| Competitie                       | Winnaar     | Winnaar     | Runner-up   | Runner-up   | Derde       | Derde       |
| Competitie                       | Aantal      | Jaren       | Aantal      | Jaren       | Aantal      | Jaren       |
| Oezbekistan                      | Oezbekistan | Oezbekistan | Oezbekistan | Oezbekistan | Oezbekistan | Oezbekistan |
| -------------------------------- | ----------- | ----------- | ----------- | ----------- | ----------- | ----------- |
| Centraal-Aziatisch kampioenschap |             |             | 1x          | 2023        |             |             |
| Oezbekistan -23                  |             |             |             |             |             |             |
| Aziatisch Kampioenschap -23      | -           | -           | 1x          | 2022        | -           | -           |
| Oezbekistan -20                  |             |             |             |             |             |             |
| Aziatisch kampioenschap -20      | 1x          | 2023        | -           | -           | -           | -           |

### Individueel
- Oezbeeks jonge speler van het jaar: 2022[1]

- Beste Speler Aziatisch Kampioenschap Onder 20: 2023
- Oezbeeks voetballer van het jaar: 2023[2]